# Открытый чемпионат Японии по теннису 2007
Открытый чемпионат Японии 2007 — ежегодный профессиональный теннисный турнир в серии ATP International Gold для мужчин и 3-й категории WTA для женщин.
Соревнования проводилось на открытых хардовых кортах в Токио, Япония.
Турнир прошёл с 1 по 7 октября 2007 года.
Прошлогодние победители:
- мужчины одиночный разряд —  Роджер Федерер
- женщины одиночный разряд —  Марион Бартоли
- мужчины парный разряд —  Эшли Фишер /  Трипп Филлипс
- женщины парный разряд —  Ваня Кинг /  Елена Костанич

## Соревнования

### Мужчины. Одиночный турнир
Давид Феррер обыграл  Ришара Гаске со счётом 6-1, 6-2.
- Феррер выигрывает 3-й титул в сезоне и 5-й за карьеру в основном туре ассоциации.
- Гаске уступает 2-й финал в сезоне и 5-й за карьеру в основном туре ассоциации.

### Женщины. Одиночный турнир
Виржини Раззано обыграла  Винус Уильямс со счётом 4-6, 7-6(7), 6-4.
- Раззано выигрывает 2-й титул в туре ассоциации.
- Уильямс уступает 1-й финал в сезоне и 22-й за карьеру в туре ассоциации.

 Джордан Керр /  Роберт Линдстедт обыграли  Фрэнка Данцевича /  Стивена Хасса со счётом 6-4, 6-4.
- Керр выигрывает 3-й титул в сезоне и 7-й за карьеру в основном туре ассоциации.
- Линдстедт выигрывает 2-й титул в основном туре ассоциации.

### Женщины. Парный турнир
Сунь Тяньтянь /  Янь Цзы обыграли  Чжуан Цзяжун /  Ваню Кинг со счётом 1-6, 6-2, 10-6.
- Сунь выигрывает 1-й титул в сезоне и 10-й за карьеру в туре ассоциации.
- Янь выигрывает 4-й титул в сезоне и 12-й за карьеру в туре ассоциации.